# Chrysoctenis perpusillaria
Chrysoctenis perpusillaria là một loài bướm đêm trong họ Geometridae.